# Tournoi de Londres de rugby à sept 2008
Navigation
2007 2009
Le Tournoi de Londres de rugby à sept 2008 (anglais : London rugby sevens 2008) est la 7e et avant-dernière étape de la saison 2007-2008 du IRB Sevens World Series. Elle se déroule les 24 et 25 mai 2008 au Stade de Twickenham à Londres, en Angleterre.
La victoire finale revient à l'équipe des Samoa, qui bat en finale l'équipe des Fidji sur le score de 19 à 14.

## Équipes participantes
Seize équipes participent au tournoi :
- Afrique du Sud
- Angleterre
- Argentine
- Australie
- Canada
- Espagne
- Fidji
- France
- Pays de Galles
- Kenya
- Moldavie
- Nouvelle-Zélande
- Portugal
- Russie
- Samoa
- Écosse

## Phase de poules

### Poule A
| Rang | Pays             | J | V | N | D | Pm | Pe  | Diff | Pts |
| ---- | ---------------- | - | - | - | - | -- | --- | ---- | --- |
| 1    | Nouvelle-Zélande | 3 | 3 | 0 | 0 | 72 | 21  | +51  | 9   |
| 2    | Argentine        | 3 | 1 | 1 | 1 | 71 | 38  | +33  | 6   |
| 3    | Pays de Galles   | 3 | 1 | 1 | 1 | 73 | 52  | +21  | 6   |
| 4    | Moldavie         | 3 | 0 | 0 | 3 | 28 | 133 | -105 | 3   |

|  | Nouvelle-Zélande | 24 - 0 | Pays de Galles | Stade de Twickenham, Londres |
|  |                  |        |                | Stade de Twickenham, Londres |
|  |                  |        |                | Stade de Twickenham, Londres |

|  | Argentine | 43 - 7 | Moldavie | Stade de Twickenham, Londres |
|  |           |        |          | Stade de Twickenham, Londres |
|  |           |        |          | Stade de Twickenham, Londres |

|  | Pays de Galles | 21 - 21 | Argentine | Stade de Twickenham, Londres |
|  |                |         |           | Stade de Twickenham, Londres |
|  |                |         |           | Stade de Twickenham, Londres |

|  | Nouvelle-Zélande | 38 - 14 | Moldavie | Stade de Twickenham, Londres |
|  |                  |         |          | Stade de Twickenham, Londres |
|  |                  |         |          | Stade de Twickenham, Londres |

|  | Pays de Galles | 52 - 7 | Moldavie | Stade de Twickenham, Londres |
|  |                |        |          | Stade de Twickenham, Londres |
|  |                |        |          | Stade de Twickenham, Londres |

|  | Nouvelle-Zélande | 10 - 7 | Argentine | Stade de Twickenham, Londres |
|  |                  |        |           | Stade de Twickenham, Londres |
|  |                  |        |           | Stade de Twickenham, Londres |

### Poule B
| Rang | Pays           | J | V | N | D | Pm  | Pe  | Diff | Pts |
| ---- | -------------- | - | - | - | - | --- | --- | ---- | --- |
| 1    | Afrique du Sud | 3 | 3 | 0 | 0 | 104 | 12  | +92  | 9   |
| 2    | Angleterre     | 3 | 2 | 0 | 1 | 69  | 34  | +35  | 7   |
| 3    | France         | 3 | 1 | 0 | 2 | 36  | 78  | -42  | 5   |
| 4    | Espagne        | 3 | 0 | 0 | 3 | 17  | 102 | -85  | 3   |

|  | Afrique du Sud | 22 - 7 | Angleterre | Stade de Twickenham, Londres |
|  |                |        |            | Stade de Twickenham, Londres |
|  |                |        |            | Stade de Twickenham, Londres |

|  | France | 31 - 5 | Espagne | Stade de Twickenham, Londres |
|  |        |        |         | Stade de Twickenham, Londres |
|  |        |        |         | Stade de Twickenham, Londres |

|  | Angleterre | 33 - 5 | France | Stade de Twickenham, Londres |
|  |            |        |        | Stade de Twickenham, Londres |
|  |            |        |        | Stade de Twickenham, Londres |

|  | Afrique du Sud | 42 - 5 | Espagne | Stade de Twickenham, Londres |
|  |                |        |         | Stade de Twickenham, Londres |
|  |                |        |         | Stade de Twickenham, Londres |

|  | Angleterre | 29 - 7 | Espagne | Stade de Twickenham, Londres |
|  |            |        |         | Stade de Twickenham, Londres |
|  |            |        |         | Stade de Twickenham, Londres |

|  | Afrique du Sud | 40 - 0 | France | Stade de Twickenham, Londres |
|  |                |        |        | Stade de Twickenham, Londres |
|  |                |        |        | Stade de Twickenham, Londres |

### Poule C
| Rang | Pays      | J | V | N | D | Pm | Pe | Diff | Pts |
| ---- | --------- | - | - | - | - | -- | -- | ---- | --- |
| 1    | Fidji     | 3 | 3 | 0 | 0 | 80 | 15 | +65  | 9   |
| 2    | Portugal  | 3 | 2 | 0 | 1 | 45 | 65 | -20  | 7   |
| 3    | Australie | 3 | 1 | 0 | 2 | 60 | 45 | +15  | 5   |
| 4    | Canada    | 3 | 0 | 0 | 3 | 24 | 84 | -60  | 3   |

|  | Fidji | 12 - 10 | Australie | Stade de Twickenham, Londres |
|  |       |         |           | Stade de Twickenham, Londres |
|  |       |         |           | Stade de Twickenham, Londres |

|  | Portugal | 17 - 14 | Canada | Stade de Twickenham, Londres |
|  |          |         |        | Stade de Twickenham, Londres |
|  |          |         |        | Stade de Twickenham, Londres |

|  | Australie | 38 - 5 | Canada | Stade de Twickenham, Londres |
|  |           |        |        | Stade de Twickenham, Londres |
|  |           |        |        | Stade de Twickenham, Londres |

|  | Fidji | 39 - 0 | Portugal | Stade de Twickenham, Londres |
|  |       |        |          | Stade de Twickenham, Londres |
|  |       |        |          | Stade de Twickenham, Londres |

|  | Portugal | 28 - 12 | Australie | Stade de Twickenham, Londres |
|  |          |         |           | Stade de Twickenham, Londres |
|  |          |         |           | Stade de Twickenham, Londres |

|  | Fidji | 29 - 5 | Canada | Stade de Twickenham, Londres |
|  |       |        |        | Stade de Twickenham, Londres |
|  |       |        |        | Stade de Twickenham, Londres |

### Poule D
| Rang | Pays   | J | V | N | D | Pm | Pe | Diff | Pts |
| ---- | ------ | - | - | - | - | -- | -- | ---- | --- |
| 1    | Samoa  | 3 | 3 | 0 | 0 | 92 | 32 | +60  | 9   |
| 2    | Écosse | 3 | 2 | 0 | 1 | 60 | 43 | +17  | 7   |
| 3    | Russie | 3 | 1 | 0 | 2 | 34 | 71 | -37  | 5   |
| 4    | Kenya  | 3 | 0 | 0 | 3 | 22 | 62 | -40  | 3   |

|  | Samoa | 28 - 10 | Kenya | Stade de Twickenham, Londres |
|  |       |         |       | Stade de Twickenham, Londres |
|  |       |         |       | Stade de Twickenham, Londres |

|  | Écosse | 31 - 7 | Russie | Stade de Twickenham, Londres |
|  |        |        |        | Stade de Twickenham, Londres |
|  |        |        |        | Stade de Twickenham, Londres |

|  | Russie | 17 - 7 | Kenya | Stade de Twickenham, Londres |
|  |        |        |       | Stade de Twickenham, Londres |
|  |        |        |       | Stade de Twickenham, Londres |

|  | Samoa | 31 - 12 | Écosse | Stade de Twickenham, Londres |
|  |       |         |        | Stade de Twickenham, Londres |
|  |       |         |        | Stade de Twickenham, Londres |

|  | Écosse | 17 - 5 | Kenya | Stade de Twickenham, Londres |
|  |        |        |       | Stade de Twickenham, Londres |
|  |        |        |       | Stade de Twickenham, Londres |

|  | Samoa | 33 - 10 | Russie | Stade de Twickenham, Londres |
|  |       |         |        | Stade de Twickenham, Londres |
|  |       |         |        | Stade de Twickenham, Londres |

## Phase finale
Résultats de la phase finale

### Tournois principaux

#### Cup
|  | Quarts de finale | Quarts de finale |       |    | Demi-finales | Demi-finales |  |  | Finale | Finale |
|  | Quarts de finale | Quarts de finale |       |    | Demi-finales | Demi-finales |  |  | Finale | Finale |
|  |                  |                  |       |    |              |              |  |  |        |        |
|  |                  |                  |       |    |              |              |  |  |        |        |
|  |                  |                  |       |    |              |              |  |  |        |        |
|  | Samoa            | 17               |       |    |              |              |  |  |        |        |
|  | Samoa            | 17               |       |    |              |              |  |  |        |        |
|  | Portugal         | 7                |       |    |              |              |  |  |        |        |
|  | Portugal         | 7                | Samoa | 14 |              |              |  |  |        |        |
|  |                  |                  | Samoa | 14 |              |              |  |  |        |        |
|  |                  | Angleterre       | 12    |    |              |              |  |  |        |        |
|  | Angleterre       | Angleterre       | 12    | 17 |              |              |  |  |        |        |
|  | Angleterre       |                  |       | 17 |              |              |  |  |        |        |
|  | Nouvelle-Zélande | 12               |       |    |              |              |  |  |        |        |
|  | Nouvelle-Zélande | 12               | Samoa | 19 |              |              |  |  |        |        |
|  |                  |                  | Samoa | 19 |              |              |  |  |        |        |
|  |                  | Fidji            | 14    |    |              |              |  |  |        |        |
|  | Fidji            | Fidji            | 14    | 19 |              |              |  |  |        |        |
|  | Fidji            |                  |       | 19 |              |              |  |  |        |        |
|  | Écosse           | 17               |       |    |              |              |  |  |        |        |
|  | Écosse           | 17               | Fidji | 21 |              |              |  |  |        |        |
|  |                  |                  | Fidji | 21 |              |              |  |  |        |        |
|  |                  | Argentine        | 17    |    |              |              |  |  |        |        |
|  | Argentine        | Argentine        | 17    | 12 |              |              |  |  |        |        |
|  | Argentine        |                  |       | 12 |              |              |  |  |        |        |
|  | Afrique du Sud   | 0                |       |    |              |              |  |  |        |        |
|  | Afrique du Sud   | 0                |       |    |              |              |  |  |        |        |

#### Bowl
|  | Quarts de finale | Quarts de finale |                |    | Demi-finales | Demi-finales |  |  | Finale | Finale |
|  | Quarts de finale | Quarts de finale |                |    | Demi-finales | Demi-finales |  |  | Finale | Finale |
|  |                  |                  |                |    |              |              |  |  |        |        |
|  |                  |                  |                |    |              |              |  |  |        |        |
|  |                  |                  |                |    |              |              |  |  |        |        |
|  | Australie        | 17               |                |    |              |              |  |  |        |        |
|  | Australie        | 17               |                |    |              |              |  |  |        |        |
|  | Kenya            | 0                |                |    |              |              |  |  |        |        |
|  | Kenya            | 0                | Australie      | 21 |              |              |  |  |        |        |
|  |                  |                  | Australie      | 21 |              |              |  |  |        |        |
|  |                  | France           | 7              |    |              |              |  |  |        |        |
|  | France           | France           | 7              | 24 |              |              |  |  |        |        |
|  | France           |                  |                | 24 |              |              |  |  |        |        |
|  | Moldavie         | 7                |                |    |              |              |  |  |        |        |
|  | Moldavie         | 7                | Australie      | 19 |              |              |  |  |        |        |
|  |                  |                  | Australie      | 19 |              |              |  |  |        |        |
|  |                  | Pays de Galles   | 12             |    |              |              |  |  |        |        |
|  | Pays de Galles   | Pays de Galles   | 12             | 26 |              |              |  |  |        |        |
|  | Pays de Galles   |                  |                | 26 |              |              |  |  |        |        |
|  | Espagne          | 0                |                |    |              |              |  |  |        |        |
|  | Espagne          | 0                | Pays de Galles | 31 |              |              |  |  |        |        |
|  |                  |                  | Pays de Galles | 31 |              |              |  |  |        |        |
|  |                  | Canada           | 0              |    |              |              |  |  |        |        |
|  | Canada           | Canada           | 0              | 17 |              |              |  |  |        |        |
|  | Canada           |                  |                | 17 |              |              |  |  |        |        |
|  | Russie           | 12               |                |    |              |              |  |  |        |        |
|  | Russie           | 12               |                |    |              |              |  |  |        |        |

### Matchs de classement

#### Plate
|  | Demi-finales     | Demi-finales   |                  |    | Finale | Finale |
|  | Demi-finales     | Demi-finales   |                  |    | Finale | Finale |
|  |                  |                |                  |    |        |        |
|  |                  |                |                  |    |        |        |
|  |                  |                |                  |    |        |        |
|  | Nouvelle-Zélande | 28             |                  |    |        |        |
|  | Nouvelle-Zélande | 28             |                  |    |        |        |
|  | Portugal         | 14             |                  |    |        |        |
|  | Portugal         | 14             | Nouvelle-Zélande | 19 |        |        |
|  |                  |                | Nouvelle-Zélande | 19 |        |        |
|  |                  | Afrique du Sud | 12               |    |        |        |
|  | Afrique du Sud   | Afrique du Sud | 12               | 19 |        |        |
|  | Afrique du Sud   |                |                  | 19 |        |        |
|  | Écosse           | 12             |                  |    |        |        |
|  | Écosse           | 12             |                  |    |        |        |

#### Shield
|  | Demi-finales | Demi-finales |         |    | Finale | Finale |
|  | Demi-finales | Demi-finales |         |    | Finale | Finale |
|  |              |              |         |    |        |        |
|  |              |              |         |    |        |        |
|  |              |              |         |    |        |        |
|  | Espagne      | 12           |         |    |        |        |
|  | Espagne      | 12           |         |    |        |        |
|  | Russie       | 7            |         |    |        |        |
|  | Russie       | 7            | Espagne | 10 |        |        |
|  |              |              | Espagne | 10 |        |        |
|  |              | Kenya        | 7       |    |        |        |
|  | Kenya        | Kenya        | 7       | 24 |        |        |
|  | Kenya        |              |         | 24 |        |        |
|  | Moldavie     | 5            |         |    |        |        |
|  | Moldavie     | 5            |         |    |        |        |

## Bilan
Statistiques sportives 
- Meilleurs marqueurs du tournoi : 
 Gio Aplon 
 Tomasi Cama 
 Jonathan Edwards 
 Alafoti Faosiliva 
 Iliavi Satala (6 essais)
- Meilleurs réalisateurs du tournoi : 
 Tomasi Cama 
 Iliavi Satala (50 points)